# AQTIS 514 IATSE
L'Alliance québécoise des techniciens et techniciennes de l'image et du son, section locale 514 (AQTIS section locale 514 AIEST) est une organisation reconnue pour représenter près de 8000 artisans pigistes, répartis sur plus de 250 métiers liés à la conception, la planification, la mise en place et la réalisation de productions audiovisuelles. Elle représente, défend et soutient leurs intérêts auprès des différents interlocuteurs, leur offre un filet social et négocie des ententes collectives précisant les conditions de travail qui doivent s’appliquer à eux.

## Centres d'intérêt et d'actions
Les membres de l'AQTIS 514 IATSE sont actifs dans les principaux départements associés à la production cinématographique et télévisuelle :
- Accessoires
- Armes
- Bureau de production
- Cantine
- Caméra
- Coiffure
- Construction
- Continuité
- Costumes
- Décors
- Éclairage
- Effets Spéciaux
- Lieux de tournage
- Logistique
- Machiniste
- Maquillage
- Montage et postproduction
- Paysage
- Peinture
- Réalisation
- Responsable des animaux
- Santé et sécurité
- Sculpture moulage
- Son
- Télévision
- Vidéo légère
- Transport

L'AQTIS est née du besoin des professionnels pigistes de se rassembler afin de trouver des solutions communes aux défis auxquels ils font face. Elle se veut un outil collectif de réflexion, d'action et de promotion pour l'ensemble des techniciens œuvrant dans l'industrie de l'image et du son et ce, quelle que soit leur fonction ou leur secteur d'activité.
Dans le cadre de son mandat syndical, l'AQTIS détient, en vertu de la Loi sur le statut de l'artiste du Québec, les reconnaissances de représentation exclusive pour les secteurs de création artistique dans le domaine de l'enregistrement d'œuvres de type cinématographique utilisant l'image et le son. Elle détient également de telles reconnaissances en vertu des lois fédérales.

## Histoire
L'Alliance québécoise des techniciens et techniciennes de l'image et du son, telle que nous la connaissons aujourd'hui, est née en 2004. En revanche, ses origines remontent aux années 1960. En effet, des pigistes de l'Office national du film, de Radio-Canada et du privé, ont ressenti le besoin de se rassembler pour mettre en place des relations de travail plus équilibrées et homogènes avec les différents employeurs. Plusieurs associations professionnelles se sont alors succédé dans l'industrie de l'audiovisuel jusqu'en 1983, année de la création du Syndicat des techniciens du cinéma du Québec (STCQ) qui deviendra le Syndicat des techniciens du cinéma et de la vidéo du Québec (STCVQ) en 1987. C'est l'évolution des technologies et des professions qui amèneront à la fusion des associations en 2004 pour devenir l'AQTIS.
Les techniciens œuvrant sur les productions tournées sur d'autres supports que le film ne se reconnaissant pas dans le STCVQ et fondent en 1991 l'Association des professionnels de la vidéo du Québec (APVQ). En juillet 1993, l'APVQ obtient sa reconnaissance et en 1996 elle signe sa première convention collective avec l'Association des producteurs de films et de télévision du Québec (APFTQ). 
En 2012, l'AQTIS procède à une restructuration de ses services et signe des ententes collectives dans les secteurs de la télévision, du cinéma et de la publicité. 
En 2021, à la suite du vote de ses membres, l'AQTIS a fusionné avec les sections locale 514 et 667 de l'AIEST.

## Identité visuelle

Ancien logo.
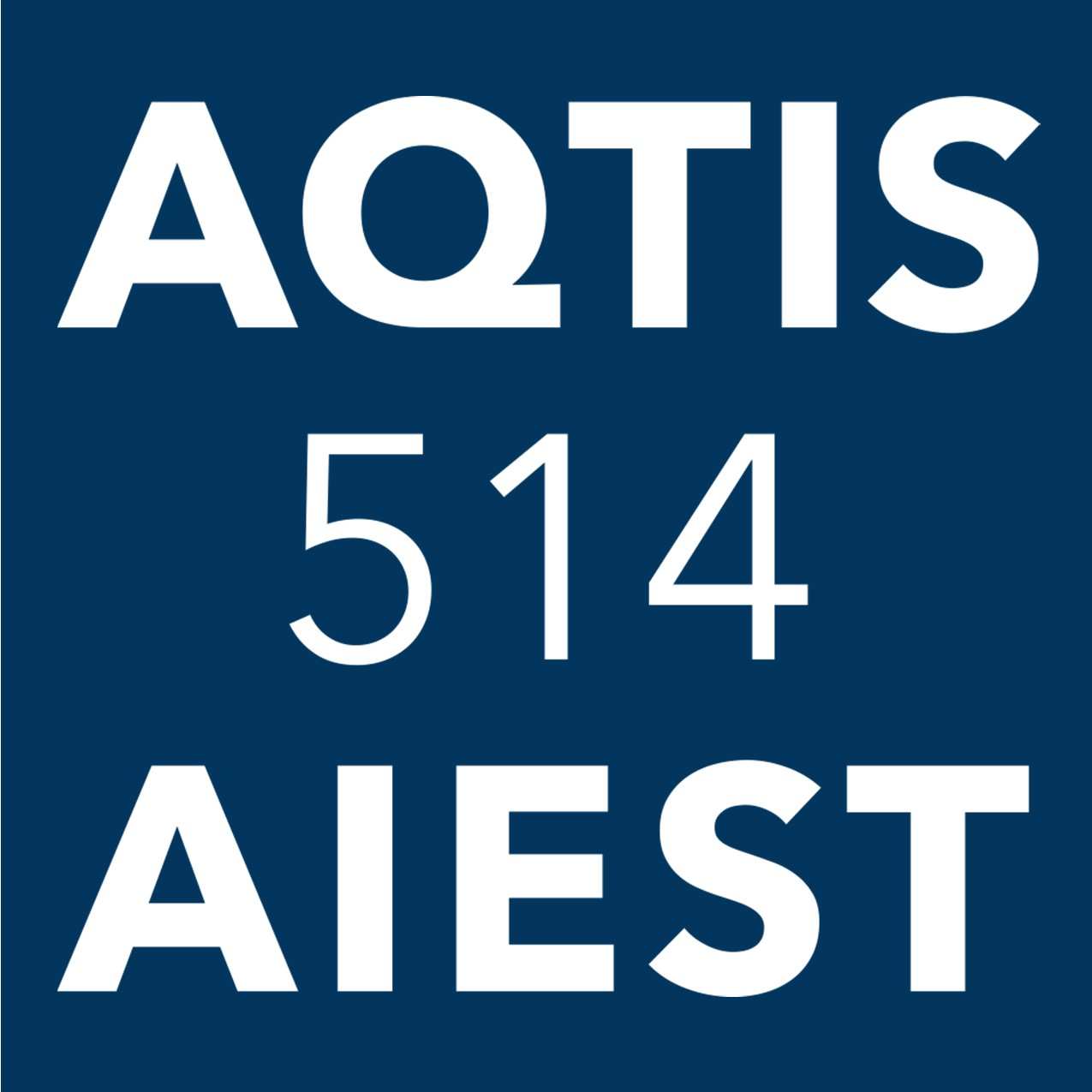
Logo en 2021
Logo de l'AQTIS 514 IATSE depuis 2022

L'AQTIS 514 IATSE a adopté sa nouvelle identité visuelle en 2022.